# Callopistria elaeastis
Callopistria elaeastis är en fjärilsart som beskrevs av George Francis Hampson 1908. Callopistria elaeastis ingår i släktet Callopistria och familjen nattflyn. Inga underarter finns listade i Catalogue of Life.